# Helsingin jäähalli
O Helsingin jäähalli (em sueco:  Helsingfors ishall, em inglês:  Helsinque Ice Hall) é uma arena multiuso na Finlândia, localizada em Helsinque, com capacidade para cerca de 7 500 pessoas.
É arena materna do "HIFK" associação esportiva finlandesa da SM-liiga. O lugar também costuma ser chamado de "Petoluola", que significa "A Besta da Caverna", referindo-se ao logotipo do HIFK, uma pantera vermelha.
A arena costumava ser o lugar mais procurado na Finlândia para concertos e eventos esportivos, mas após a construção das arenas Turkuhalli e Hartwall, a procura diminui.

## Concertos musicais
A seguir estão listados os principais eventos musicais ocorridos no Helsingin jäähalli:
- Nightwish
- AC/DC
- Guns N' Roses
- N.K.O.T.B.
- Tina Turner
- Pink
- Megadeth
- The Beach Boys
- Judas Priest
- Deep Purple
- Avril Lavigne
- Pink
- The Killers
- Placebo
- My Chemical Romance
- Kanye West
- Slipknot
- Metallica
- The Darkness
- Dream Theater
- Iron Maiden
- Toto
- Mötley Crüe
- Kelly Clarkson
- 30 Seconds to Mars

## Galeria de imagens

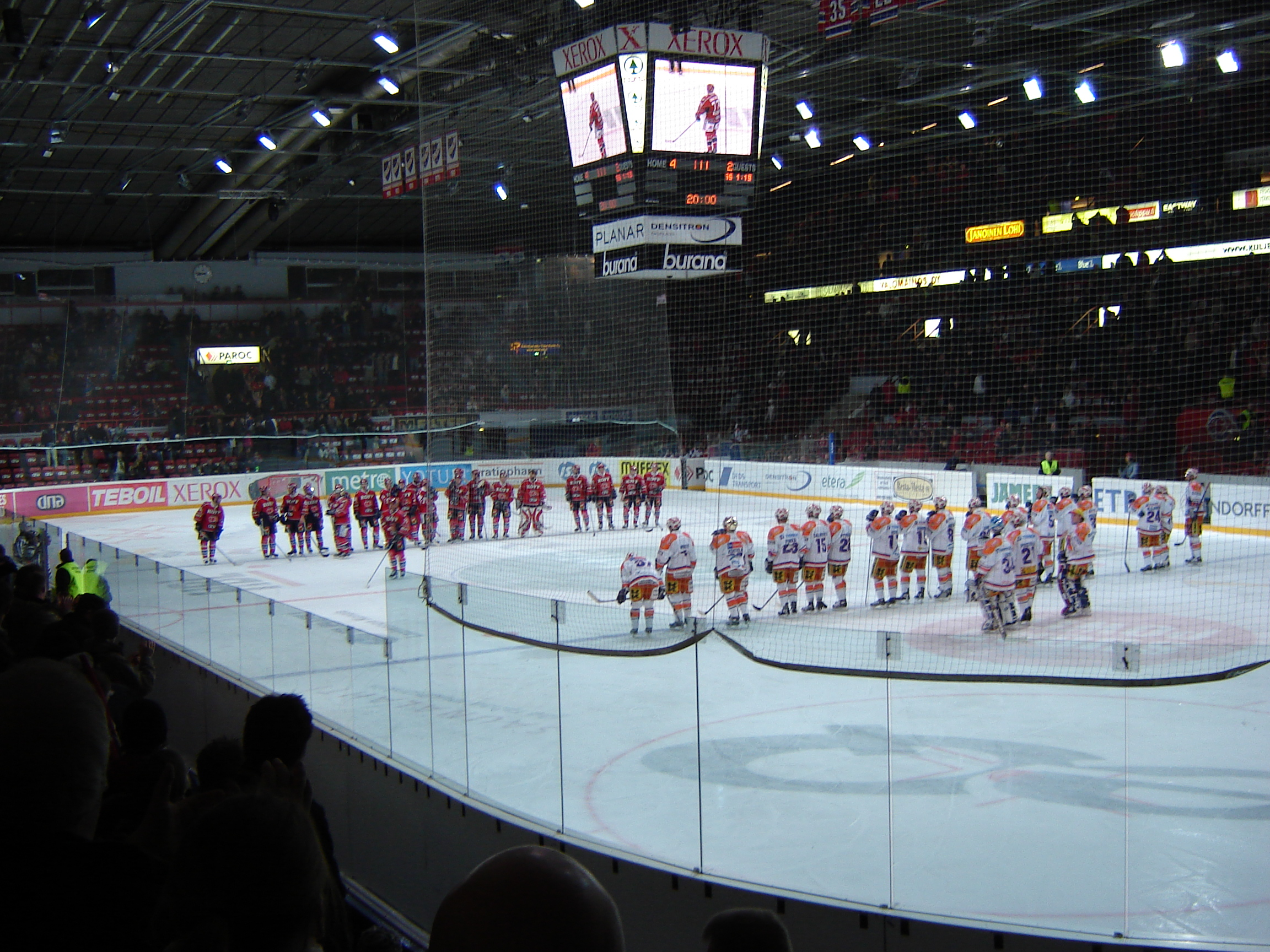
HIFK vs. Tappara em 27 de dezembro de 2005
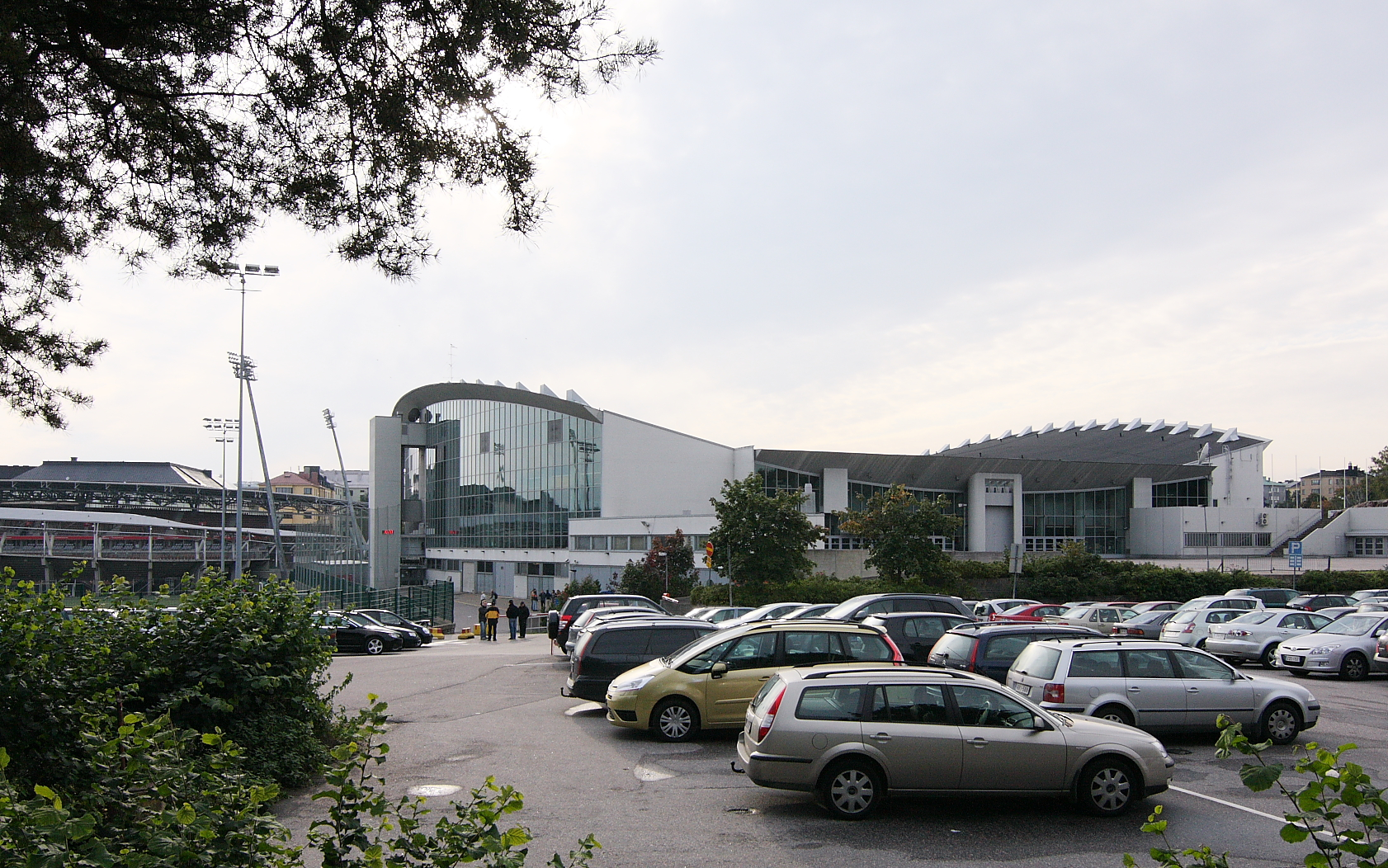
O estacionamento